# Bienvenue à Bellefontaine
Bienvenue à Bellefontaine est un téléfilm français réalisé par Gérard Louvin, réalisateur franco-suisse qui n'est pas son homonyme producteur de variétés, tourné en 1991 et diffusé en 1992.

## Fiche technique
- Réalisateur : Gérard Louvin (réal. franco-suisse)
- Scénario : Laurence Jyl
- Musique : Louis Crelier
- Date de diffusion : 9 décembre 1992

## Synopsis
Condamné à dix ans de prison pour un meurtre qu'il n'a pas commis, Gaëtan Lantier vient d'être innocenté grâce aux aveux que le vrai criminel a fait avant de mourir. De retour à Bellefontaine, son village, le brave homme est l'hôte d'une fête organisée en son honneur. En cadeau, le maire et les habitants lui offrent un magnifique fusil de chasse. D'abord décontenancé, Gaëtan se ressaisit et lance à l'assistance que ses années de détention lui donnent le droit de tuer le plus salaud du village. La plupart des habitants ont quelque chose à se reprocher et craignent d'être pris pour la silhouette, celui qui a assisté au meurtre mais qui ne s'est jamais fait connaître alors que son témoignage aurait innocenté Gaëtan. La peur envahit Bellefontaine et chacun tente d'amadouer Gaëtan par des attentions et des cadeaux.

## Distribution
- Jean Lefebvre : Gaëtan Lantier
- Annie Jouzier : Sophia
- Daniel Prévost : Robert
- Fernand Berset : le maire
- Patrick Messe : Benoît
- Jeanne Savary : La call girl
- Michel Modo : Persouard